# Leezen (Mecklenburg)
Leezen is een gemeente in de Duitse deelstaat Mecklenburg-Voor-Pommeren, en maakt deel uit van het Landkreis Ludwigslust-Parchim.

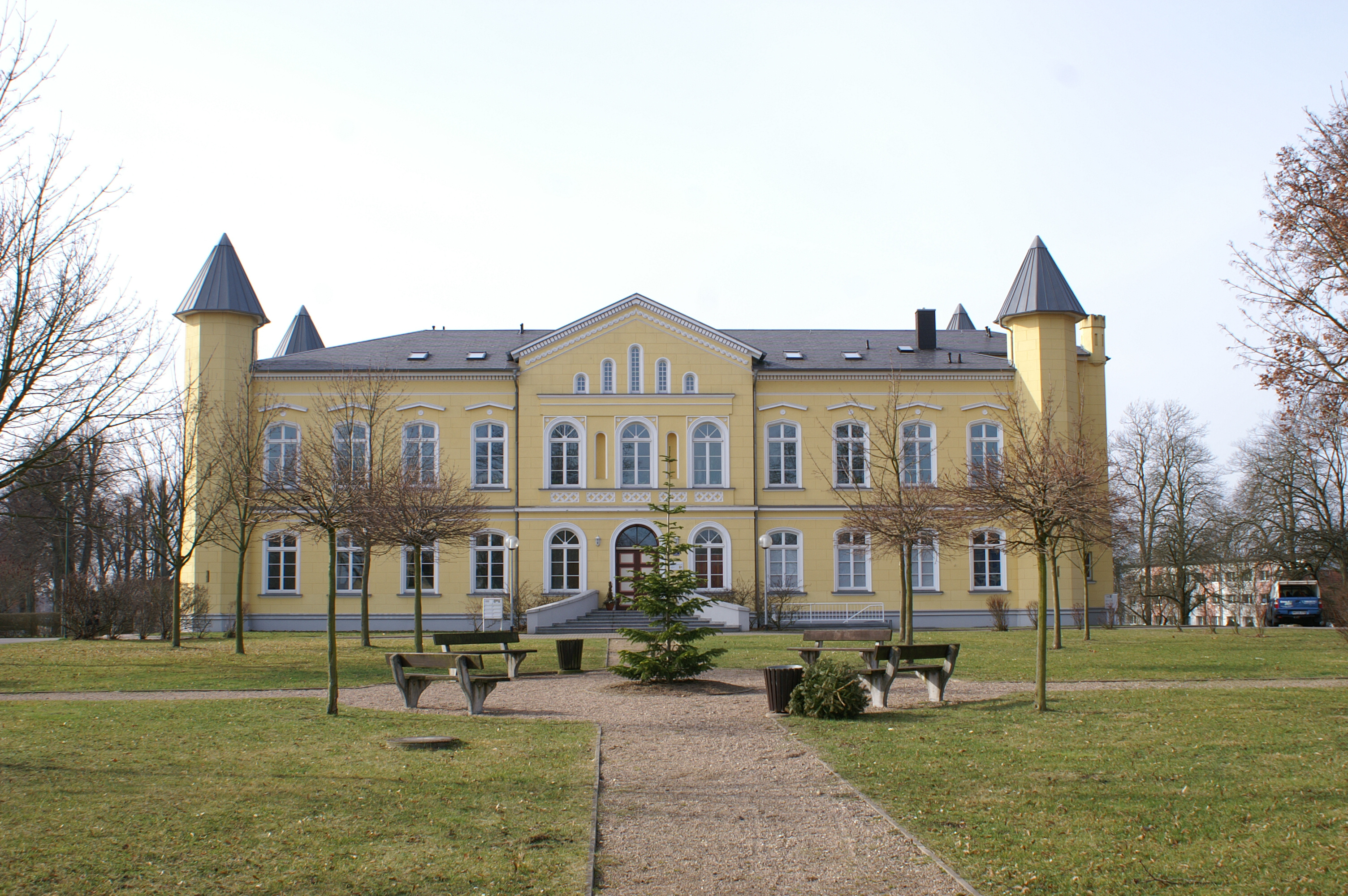
Huis van het Landgoed Leezen

Leezen telt 2.207 inwoners.